# FK Altyn Asyr
Le FK Altyn Asyr est un club turkmène de football basé à Achgabat.

## Palmarès
- Championnat du Turkménistan (8)
  - Champion : 2014, 2015, 2016, 2017, 2018, 2019, 2020, 2021
  - Vice-champion : 2010

- Coupe du Turkménistan (5)
  - Vainqueur : 2009, 2015, 2016, 2019, 2020
  - Finaliste : 2010 et 2013

- Supercoupe du Turkménistan (8) 
  - Vainqueur : 2015, 2016, 2017, 2018, 2019, 2020, 2021 et 2022
  - Finaliste : 2009 et 2011